# Josu Feijoo
Josu Feijoo (Vitoria) (Euskadi). Fue el primer alpinista del Mundo en alcanzar la cumbre del monte Everest con la patología médica de la diabetes. 
Josu Feijoo llegó a la cima del Everest por la Cara Norte, el 18 de mayo de 2006. Es un deportista español y astronauta. Fue el primer diabético en el mundo en escalar las Siete Cumbres y en alcanzar andando el Polo Sur Geográfico y Polo Norte Geográfico, completando así el The Grand Slam, que son las sevent summits más los tres polos. Tras superar los entrenamientos en los centros espaciales rusos y americanos será el primer diabético del mundo en viajar a la estratosfera, en el espacio exterior, con la empresa aeroespacial WVE.
A los 23 años de edad fue diagnosticado con diabetes tipo 1, lo que lo convirtió en un paciente crónico  insulino dependiente. Actualmente practica Surf y Karate (3º DAN).

## Ascenso a las Siete Cumbres
| Montaña            | Ruta         | Fecha                  |
| ------------------ | ------------ | ---------------------- |
| Denali             | Ruta Oeste   | 13 de junio de 2005    |
| Everest            | Cara Norte   | 18 de mayo de 2006     |
| Elbrus             | Ruta normal  | 27 de agosto de 2007   |
| Vinson             | Ruta normal  | 2 de diciembre de 2007 |
| Kilimanjaro        | Ruta Machame | 26 de junio de 2008    |
| Kosciuszko         | Ruta normal  | 16 de abril de 2009    |
| Pirámide Carstensz | Ruta normal  | 30 de abril de 2009    |
| Aconcagua          | Ruta normal  | 9 de febrero de 2010   |

## Distinciones y premios
Josu Feijoo ha recibido una serie de distinciones por sus logros deportivos, los cuales ha desarrollado en su totalidad con la insulinodependencia que posee por la diabetes.
- 2006: Premio Hazaña Deportiva Nada es Imposible 2006 diario Marca.[2]
- 2007: Real Orden del Mérito Deportivo.[3]
- 2009: Insignia Olímpica, por parte del Comité Olímpico Español.[4]
- 2011: Aro Azul, máxima distinción otorgada por la Federación Internacional de la Diabetes.[5]